# Лирипип

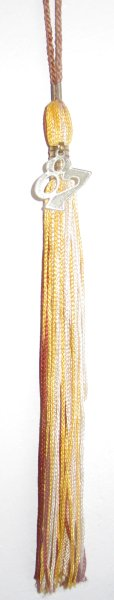
Выпускная кисточка трёх цветов: бургундского, золотого и белого. Брелок обозначает 1987 год. :en:Piner High School в Санта-Розе (Калифорния).

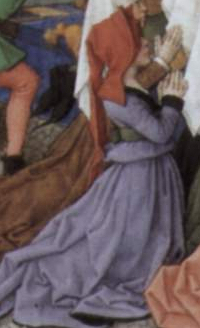
Шаперон

Лирипи́п, лирипипа (фр.  и англ.  liripipe) — деталь головного убора (обычно академической шапочки) в виде кисточки. Свою родословную лирипип ведёт от шаперона — капюшона с длинным шлыком. Название liripipe возникло от латинского «cleri ephippium» (головной убор католического духовенства).
В англоязычном студенческом сленге такое же название носит часть урока (пары), требующая особого запоминания.
Шапочка с кисточкой-лирипипой в европейских университетах до сих пор является знаком отличия тех, кто имеет учёную степень. С 1990-х годов в российских университетах стало традицией при вручении дипломов облачать свежеиспечённых специалистов в мантии и шапочки с лирипипами.
По расположению лирипипа на конфедератке определяют степень учёности человека: тот, кто ещё учится, носит его справа, а дипломированный — слева. При получении диплома проводят церемонию перебрасывания кисточки с одной половины шляпы на другую.